# Kimberly García
Gabriela Kimberly García León (Huancayo, 19 ottobre 1993) è una marciatrice peruviana.

## Biografia
Si è messa in mostra a livello junior ai Campionati sudamericani U18 di marcia di Cochabamba vincendo l'oro nella marcia 5 km. Ai Giochi olimpici giovanili di Singapore 2010 è stata portabandiere della sua nazionale durante la cerimonia d'apertura della manifestazione e si è classificata 7ª nella marcia 5000 metri.
Ai mondiali di Mosca 2013, si è piazzata 31ª con il tempo di 1h33'57".
Ha vinto loro ai campionati sudamericani di marcia di Cochabamba 2014 nella marcia 20 km, con la prestazione di 1h35'34".
Ha rappresentato la Perù ai Giochi olimpici estivi di Rio de Janeiro 2016, dove si è piazzata al 14º posto nella marcia 20 km.
Si è laureata campionessa continentale agli XI Giochi sudamericani di Cochabamba 2018 nella marcia 20 km.
Ai XVIII Giochi panamericani di Lima 2019 ha guadagnato la medaglia d'argento, terminando alle spalle della colombiana Sandra Arenas.
Ha fatto la sua seconda apparizione alla Olimpiadi a Rio de Janeiro 2016, ma non è riuscita a portare a termine la marcia 20 km.
Ai mondiali di Eugene 2022 ha vinto la medaglia d'oro nella marcia 20 km, realizzando nell'occasione il primato nazionale, con il tempo di 1h26'58", e nella marcia 35 km, con il tempo di 2h39'16", prestazione record dei campionati e primato sudamericancano.

## Record nazionali
- Marcia 10000 metri: 42'56"97 ( Trujillo, 25 agosto 2018)
- Marcia 10 km: 43'23" ( Suzhou, 25 settembre 2017)
- Marcia 20 km: 1h26'58" ( Eugene, 15 luglio 2022)
- Marcia 35 km: 2h37'44" ( Dudince, 25 marzo 2023)

## Progressione

### Marcia 10000 metri
| Stagione | Tempo     | Luogo      | Data       | Rank. Mond. |
| -------- | --------- | ---------- | ---------- | ----------- |
| 2022     | 43'41"50  | La Nucia   | 21-5-2022  |             |
| 2021     | 43'22"86  | Lima       | 13-11-2021 |             |
| 2018     | 42'56"97  | Trujillo   | 25-8-2018  |             |
| 2016     | 52'54"85  | Lima       | 5-11-2016  |             |
| 2014     | 43'57"44  | San Paolo  | 1-8-2014   |             |
| 2012     | 47'42"49  | Barcellona | 11-7-2012  |             |
| 2011     | 47'20"0 m | Lima       | 26-6-2011  |             |
| 2009     | 51'05"4 m | Santiago   | 6-6-2009   |             |

### Marcia 10 km
| Stagione | Tempo  | Luogo     | Data      | Rank. Mond. |
| -------- | ------ | --------- | --------- | ----------- |
| 2022     | 43'37" | Madrid    | 16-5-2022 |             |
| 2018     | 44'37" | Lima      | 21-7-2018 |             |
| 2017     | 43'23" | Suzhou    | 25-9-2017 |             |
| 2012     | 47'56" | Saransk   | 12-5-2012 |             |
| 2011     | 48'46" | Lima      | 27-2-2011 |             |
| 2010     | 54'02" | Chihuahua | 16-5-2010 |             |
| 2009     | 51'57" | Lima      | 5-4-2009  |             |

### Marcia 20 km
| Stagione | Tempo    | Luogo     | Data      | Rank. Mond. |
| -------- | -------- | --------- | --------- | ----------- |
| 2022     | 1h26'58" | Eugene    | 15-7-2022 |             |
| 2021     | 1h32'13" | La Coruña | 5-6-2021  |             |
| 2019     | 1h29'00" | Lima      | 4-8-2019  |             |
| 2018     | 1h28"56  | Taicang   | 5-5-2018  |             |
| 2017     | 1h29'13" | Londra    | 13-8-2017 |             |
| 2016     | 1h29'38" | Roma      | 7-5-2016  |             |
| 2015     | 1h31'13" | Arica     | 9-5-2015  |             |
| 2014     | 1h29'44" | Taicang   | 3-5-2014  |             |
| 2013     | 1h33'57" | Mosca     | 13-8-2013 |             |

### Marcia 35 km
| Stagione | Tempo    | Luogo   | Data      | Rank. Mond. |
| -------- | -------- | ------- | --------- | ----------- |
| 2023     | 2h37'44" | Dudince | 25-3-2023 |             |
| 2022     | 2h39'16" | Eugene  | 22-7-2022 |             |

## Palmarès
| Anno | Manifestazione             | Sede           | Evento           | Risultato | Prestazione | Note                                        |
| ---- | -------------------------- | -------------- | ---------------- | --------- | ----------- | ------------------------------------------- |
| 2009 | Mondiali U18               | Bressanone     | Marcia 5000 m    | dq        | dq          |                                             |
| 2010 | Sudamericani U18 di marcia | Cochabamba     | Marcia 5 km      | Oro       | 24'24"      |                                             |
| 2010 | Giochi olimpici giovanili  | Singapore      | Marcia 5000 m    | 7ª        | 23'17"04    |                                             |
| 2010 | Sudamericani U18           | Santiago       | Marcia 5000 m    | Argento   | 23'25"76    |                                             |
| 2011 | Sudamericani U20           | Medellín       | Marcia 10000 m   | dq        | dq          |                                             |
| 2012 | Sudamericani U20 di marcia | Salinas        | Marcia 10 km     | 4ª        | 47'57"      |                                             |
| 2012 | Mondiali U20               | Barcellona     | Marcia 10000 m   | 10ª       | 47'42"49    |                                             |
| 2013 | Campionati sudamericani    | Cartagena      | Marcia 20000 m   | dq        | dq          |                                             |
| 2013 | Mondiali                   | Mosca          | Marcia 20 km     | 31ª       | 1h33'57"    |                                             |
| 2014 | Sudamericani di marcia     | Cochabamba     | Marcia 20 km     | Oro       | 1h35'34"    |                                             |
| 2015 | Campionati sudamericani    | Lima           | Marcia 20000 m   | dq        | dq          |                                             |
| 2015 | Giochi panamericani        | Toronto        | Marcia 20 km     | 5ª        | 1h32'45"    |                                             |
| 2015 | Mondiali                   | Pechino        | Marcia 20 km     | dnf       | dnf         |                                             |
| 2016 | Sudamericani di marcia     | Guayaquil      | Marcia 20 km     | 8ª        | 1h38'21"    |                                             |
| 2016 | Giochi olimpici            | Rio de Janeiro | Marcia 20 km     | 14ª       | 1h32'09"    |                                             |
| 2017 | Mondiali                   | Londra         | Marcia 20 km     | 7ª        | 1h29'13"    |                                             |
| 2018 | Sudamericani di marcia     | Sucúa          | Marcia 20 km     | Bronzo    | 1h32'48"    |                                             |
| 2018 | Giochi sudamericani        | Cochabamba     | Marcia 20 km     | Oro       | 1h33'11"    |                                             |
| 2019 | Giochi panamericani        | Lima           | Marcia 20 km     | Argento   | 1h29'00"    |                                             |
| 2021 | Giochi olimpici            | Tokyo          | Marcia 20 km     | dnf       | dnf         |                                             |
| 2022 | Sudamericani di marcia     | Lima           | Marcia 20 km     | Argento   | 1h32'00"    |                                             |
| 2022 | Mondiali                   | Eugene         | Marcia 20 km     | Oro       | 1h26'58"    | Record nazionale                            |
| 2022 | Mondiali                   | Eugene         | Marcia 35 km     | Oro       | 2h39'16"    | Record dei campionati · Record sudamericano |
| 2023 | Mondiali                   | Budapest       | Marcia 20 km     | 4ª        | 1h27'32"    |                                             |
| 2023 | Mondiali                   | Budapest       | Marcia 35 km     | Argento   | 2h40'52"    |                                             |
| 2023 | Giochi panamericani        | Santiago       | Marcia 20 km     | Oro       | s/t         | [ 2 ] [ 3 ]                                 |
| 2023 | Giochi panamericani        | Santiago       | Marcia a squadre | Argento   | 3h01'14     |                                             |
| 2024 | Giochi olimpici            | Parigi         | Marcia 20 km     | 16ª       | 1h30'10"    |                                             |
| 2024 | Giochi olimpici            | Parigi         | Staffetta mista  | 4ª        | 2h51'56"    |                                             |

## Campionati nazionali
- 1 volta campionessa nazionale assoluta di marcia 10000 metri (2018)
- 6 volte campionessa nazionale assoluta di marcia 20 km (2014, 2015, 2016, 2017, 2018, 2019)

2014
- Oro ai campionati peruviani assoluti di marcia, marcia 20 km - 1h38'39"

2015
- Oro ai campionati peruviani assoluti di marcia, marcia 20 km - 1h32'47"

2016
- Oro ai campionati peruviani assoluti di marcia, marcia 20 km - 1h45'19"

2017
- Oro ai campionati peruviani assoluti di marcia, marcia 20 km - 1h40'19"

2018
- Oro ai campionati peruviani assoluti di marcia, marcia 20 km - 1h38'03"
- Oro ai campionati peruviani assoluti, marcia 10 000 m - 46'56"07

2019
- Oro ai campionati peruviani assoluti di marcia, marcia 20 km - 1h29'14"